# Rodrigues Alves, Acre
Rodrigues Alves este un oraș în unitatea federativă Acre (AC), Brazilia. Orașul poartă numele lui Francisco de Paula Rodrigues Alves,(1848 - 1919), politician din Brazilia, fost președinte al statului. 